# فرودگاه صحرایی پینتسویل
 فرودگاه صحرایی پینتسویل (به انگلیسی: Paintsville-Prestonsburg Combs Field) یک فرودگاه همگانی بهره‌برداری هوایی است که یک باند فرود آسفالت دارد و طول باند آن ۹۳۶ متر است. این فرودگاه در کشور ایالات متحده آمریکا قرار دارد و در ارتفاع ۱۹۰ متری از سطح دریا واقع شده است.